# Постулат Бертрана
Постулат Бертрана, теорема Бертрана — Чебышёва или теорема Чебышёва гласит, что для любого натурального {\displaystyle n\geqslant 2} найдётся простое число {\displaystyle p} в интервале {\displaystyle (n;2n).}
Постулат Бертрана был сформулирован в качестве гипотезы в 1845 году французским математиком Бертраном (проверившим её до {\displaystyle n=3\cdot 10^{6}}) и доказан в 1852 году Чебышёвым.
Рамануджан в 1919 году нашёл более простое доказательство и доказал, что количество простых чисел в интервале {\displaystyle (n;2n)} можно ограничить снизу неубывающей последовательностью, которая стремится к бесконечности, такой что в простых числах Рамануджана достигается равенство. Эрдёш в 1932 году ещё более упростил доказательство.

## Обобщения
Обобщением постулата Бертрана можно считать теорему о том, что для {\displaystyle n\geqslant 2k} среди чисел {\displaystyle n-k+1,\dots ,n-1,n} всегда существует число с простым делителем больше {\displaystyle k}. Это утверждение было доказано Сильвестром в 1892 году. При {\displaystyle n=2k} оно даёт гипотезу Бертрана как частный случай.
Из теоремы о распределении простых чисел следует, что для любого {\displaystyle \varepsilon >0} существует число {\displaystyle n_{0}} такое, что для любых {\displaystyle n\geqslant n_{0}} существует простое число {\displaystyle p}, удовлетворяющее {\displaystyle n<p<(1+\varepsilon )n}. Более того, для фиксированного {\displaystyle \varepsilon } количество простых чисел в этом интервале стремится к бесконечности с ростом {\displaystyle n}. В частности, например, при {\displaystyle n\geqslant 25} всегда найдётся простое число между {\displaystyle n} и {\displaystyle {\frac {6}{5}}n}.

## Гипотезы
Гипотеза Лежандра гласит, что для любого {\displaystyle n\geqslant 2} найдётся простое число {\displaystyle p} в интервале {\displaystyle n^{2}<p<(n+1)^{2}}. Гипотеза Оппермана и гипотеза Андрицы задают такой же порядок роста интервала, включающего хотя бы одно простое число.
Наиболее сильной является гипотеза Крамера, которая гласит, что
{\displaystyle p_{n+1}-p_{n}=O(\ln ^{2}p_{n}).}
Все эти гипотезы не доказаны и не опровергнуты.

## Доказательство
Здесь мы приводим доказательство, предложенное Эрдёшем.

### Обозначения и определения
В доказательстве мы используем следующие обозначения:
- {\displaystyle {a \choose b}} — биномиальный коэффициент или число сочетаний из {\displaystyle a} по {\displaystyle b}.
- {\displaystyle \left\lfloor x\right\rfloor } — целая часть {\displaystyle x}.

Обозначим множество простых чисел через {\displaystyle \mathbb {P} } и определим {\displaystyle \theta (n)} как сумму логарифмов простых чисел, не превышающих {\displaystyle n}:
{\displaystyle \theta (n)=\sum _{p\in \mathbb {P} ;\,p\leqslant n}\ln(p).}
Например, {\displaystyle \theta (10)=\ln 2+\ln 3+\ln 5+\ln 7}.
Эта функция называется {\displaystyle \theta }-функция Чебышёва.

### Лемма
Лемма
{\displaystyle \theta (n)<n\cdot \ln(4)} для всех {\displaystyle n\geqslant 1}.
(Интересно, что для доказательства теоремы о том, что простых чисел «не очень мало», нам приходится сначала доказать лемму, гласящую, что простых чисел «не очень много».)
Заметим — и это главная идея доказательства леммы — что для любого целого неотрицательного {\displaystyle m}, биноминальный коэффициент {\displaystyle {2m+1 \choose m}} делится на все простые числа в интервале {\displaystyle [m+2,\;2m+1]}. В самом деле, {\displaystyle {2m+1 \choose m}={\frac {(2m+1)!}{m!(m+1)!}}}, a любое простое число в указанном интервале делит числитель этой дроби и не делит её знаменатель. Поскольку биноминальный коэффициент делится на все такие простые числа, он не может быть меньше их произведения
{\displaystyle {2m+1 \choose m}\geqslant \prod _{p\in \mathbb {P} ;\,m+2\leqslant p\leqslant 2m+1}p.}
Взяв логарифм от обеих частей неравенства, получаем
{\displaystyle \ln {2m+1 \choose m}\geqslant \sum _{p\in \mathbb {P} ;\,m+2\leqslant p\leqslant 2m+1}\ln p=\theta (2m+1)-\theta (m+1).}
С другой стороны, биноминальный коэффициент {\displaystyle {2m+1 \choose m}} легко оценить сверху:
{\displaystyle {2m+1 \choose m}={\frac {{2m+1 \choose m}+{2m+1 \choose m+1}}{2}}\leqslant {\frac {\sum _{k=0}^{2m+1}{2m+1 \choose k}}{2}}=}
{\displaystyle ={\frac {(1+1)^{2m+1}}{2}}=4^{m}.}
Объединяя два последних неравенства, получаем
{\displaystyle \theta (2m+1)-\theta (m+1)\leqslant \ln 4^{m}=m\ln 4}
Откуда
{\displaystyle \theta (2m+1)\leqslant \theta (m+1)+m\ln 4}
Теперь легко доказать лемму по индукции:
- {\displaystyle n=1}:

{\displaystyle \theta (1)=0<1\cdot \ln(4).}
- {\displaystyle n=2}:

{\displaystyle \theta (2)=\ln(2)<2\cdot \ln(4).}
- {\displaystyle n>2} и {\displaystyle n} нечётно. Пусть {\displaystyle n=2m+1}.

{\displaystyle \theta (2m+1)\leqslant \theta (m+1)+m\ln 4<(m+1)\ln 4+m\ln 4=(2m+1)\ln 4=n\ln 4}
- {\displaystyle n>2} и {\displaystyle n} чётно.

{\displaystyle \theta (n)=\theta (n-1)<(n-1)\cdot \ln(4)<n\cdot \ln(4)}
(поскольку любое чётное число, большее 2  составное, то {\displaystyle \ln(n)} не входит в сумму {\displaystyle \sum _{p\in \mathbb {P} ;\,p\leqslant n}\ln(p)}). Лемма доказана.

### Доказательство основной теоремы
Теперь переходим к доказательству самого постулата. Основная идея доказательства — разложить биноминальный коэффициент {\displaystyle 2n \choose n} на простые множители. Если между {\displaystyle n} и {\displaystyle 2n} нет простых чисел, то произведение всех этих простых множителей окажется слишком маленьким.
Доказываем от противного. Допустим, что для некоторого целого {\displaystyle n\geqslant 2} не существует простого числа {\displaystyle p} такого, что {\displaystyle n<p<2n}.
Если {\displaystyle 2\leqslant n<2048}, то одно из простых чисел 3, 5, 7, 13, 23, 43, 83, 163, 317, 631, 1259 и 2503 (каждое последующее меньше удвоенного предыдущего), назовём его {\displaystyle p}, удовлетворяет неравенству {\displaystyle n<p<2n}. Следовательно, {\displaystyle n\geqslant 2048}.
Оценим {\displaystyle 2n \choose n}.
{\displaystyle 4^{n}=(1+1)^{2n}=\sum _{k=0}^{2n}{2n \choose k}.}
Поскольку {\displaystyle {2n \choose n}} — максимальный член суммы, мы имеем:
{\displaystyle {\frac {4^{n}}{2n+1}}\leqslant {2n \choose n}.}

#### Определение R(p, n) и его оценка сверху
Пускай {\displaystyle R(p,\;n)} — степень {\displaystyle p} в разложении {\displaystyle {2n \choose n}} на простые множители.
{\displaystyle {2n \choose n}=\prod _{p}{p^{R(p,\;n)}}.}
Поскольку {\displaystyle n!} для каждого {\displaystyle j} имеет ровно {\displaystyle \left\lfloor {\frac {n}{p^{j}}}\right\rfloor } сомножителей, делящихся на {\displaystyle p^{j}}, в разложении {\displaystyle n!} на простые множители {\displaystyle p} входит в степени {\displaystyle \sum _{j=1}^{\infty }\left\lfloor {\frac {n}{p^{j}}}\right\rfloor }. Поэтому
{\displaystyle R(p,\;n)=\sum _{j=1}^{\infty }\left\lfloor {\frac {2n}{p^{j}}}\right\rfloor -2\sum _{j=1}^{\infty }\left\lfloor {\frac {n}{p^{j}}}\right\rfloor =\sum _{j=1}^{\infty }\left(\left\lfloor {\frac {2n}{p^{j}}}\right\rfloor -2\left\lfloor {\frac {n}{p^{j}}}\right\rfloor \right).}
Чтобы узнать об этой сумме побольше, оценим, с одной стороны, насколько велики её слагаемые, а с другой — их количество.
Величина: каждое слагаемое {\displaystyle \left\lfloor {\frac {2n}{p^{j}}}\right\rfloor -2\left\lfloor {\frac {n}{p^{j}}}\right\rfloor } может быть или 0, или 1 (в зависимости от дробной части {\displaystyle {\frac {n}{p^{j}}}} : если она меньше {\displaystyle {\frac {1}{2}}}, слагаемое равно 0, а если {\displaystyle {\frac {1}{2}}} или больше, то 1).
Количество: все слагаемые с {\displaystyle j>{\frac {\ln(2n)}{\ln(p)}}} равны нулю, потому что для них {\displaystyle {\frac {2n}{p^{j}}}<1}. Поэтому только {\displaystyle \left\lfloor {\frac {\ln(2n)}{\ln(p)}}\right\rfloor } первых слагаемых имеют шансы быть ненулевыми.
Итак, {\displaystyle R(p,\;n)} — сумма {\displaystyle \left\lfloor {\frac {\ln(2n)}{\ln(p)}}\right\rfloor } слагаемых, каждое из которых равно 0 или 1. Следовательно,
{\displaystyle R(p,\;n)\leqslant \left\lfloor {\frac {\ln(2n)}{\ln(p)}}\right\rfloor .}

#### Оценка p^R(p, n)
Оценим теперь {\displaystyle p^{R(p,n)}}.
{\displaystyle p^{R(p,\;n)}=\exp \left(R(p,\;n)\ln p\right)\leqslant \exp \left(\left\lfloor {\frac {\ln(2n)}{\ln(p)}}\right\rfloor \ln p\right)\leqslant 2n.}
Это была оценка для любых {\displaystyle p}. Но гораздо лучшую оценку можно получить для {\displaystyle {\sqrt {2n}}<p\leqslant 2n}. Для таких {\displaystyle p}, количество слагаемых {\displaystyle \left\lfloor {\frac {\ln(2n)}{\ln(p)}}\right\rfloor } равно 1, то есть в нашей сумме всего одно слагаемое:
{\displaystyle R(p,\;n)=\left\lfloor {\frac {2n}{p}}\right\rfloor -2\left\lfloor {\frac {n}{p}}\right\rfloor .}
Если это слагаемое равно 1, то {\displaystyle p^{R(p,\;n)}=p} . А если оно равно 0, то {\displaystyle p^{R(p,\;n)}=1}.

#### В каком интервале могут находиться простые делители?
А теперь посмотрим, в каком интервале находятся простые делители. {\displaystyle {2n \choose n}} не имеет простых делителей {\displaystyle p} таких, что:
- {\displaystyle 2n<p}, потому что {\displaystyle R(p,\;n)\leqslant \left\lfloor {\frac {\ln(2n)}{\ln(p)}}\right\rfloor =0}.
- {\displaystyle n<p\leqslant 2n}, потому что мы предположили, что в этом интервале нет простых чисел.
- {\displaystyle {\frac {2n}{3}}<p\leqslant n}, потому что при {\displaystyle p>{\sqrt {2n}}} (так как {\displaystyle n\geqslant 5}) имеем {\displaystyle R(p,\;n)\leq 1}, что даёт нам {\displaystyle R(p,\;n)=\left\lfloor {\frac {2n}{p}}\right\rfloor -2\left\lfloor {\frac {n}{p}}\right\rfloor <\left\lfloor {\frac {2n}{\frac {2n}{3}}}\right\rfloor -2\left\lfloor {\frac {n}{n}}\right\rfloor =3-2=1,} откуда {\displaystyle R(p,\;n)=0}.

Получается, что у {\displaystyle {2n \choose n}} нет простых делителей, больших чем {\displaystyle {\frac {2n}{3}}}.

#### Перемножение всех p^R(p, n)
Теперь оценим произведение {\displaystyle p^{R(p,\;n)}} по всем простым делителям {\displaystyle p} числа {\displaystyle {2n \choose n}} . Для делителей, не больших {\displaystyle {\sqrt {2n}}}, произведение не превышает {\displaystyle {(2n)}^{\sqrt {2n}}} . А для простых делителей, больших {\displaystyle {\sqrt {2n}}}, оно не превышает {\displaystyle \prod _{p\in \mathbb {P} ;\,p\leqslant 2n/3}p=\exp \left(\theta \left({\frac {2n}{3}}\right)\right)}.
Поскольку {\displaystyle {2n \choose n}} равен произведению {\displaystyle p^{R(p,\;n)}} по всем простым {\displaystyle p}, мы получаем:
{\displaystyle {\frac {4^{n}}{2n+1}}\leqslant {2n \choose n}\leqslant (2n)^{\sqrt {2n}}\exp \left(\theta \left({\frac {2n}{3}}\right)\right).}
Используя нашу лемму {\displaystyle \theta (n)<n\cdot \ln(4)}:
{\displaystyle {\frac {4^{n}}{2n+1}}<(2n)^{\sqrt {2n}}4^{\frac {2n}{3}}.}
Поскольку {\displaystyle (2n+1)<(2n)^{2}}:
{\displaystyle 4^{\frac {n}{3}}<(2n)^{2+{\sqrt {2n}}}.}
Кроме того, {\displaystyle 2\leqslant {\frac {\sqrt {2n}}{3}}} (поскольку {\displaystyle n\geqslant 18}):
{\displaystyle 4^{\frac {n}{3}}<(2n)^{{\frac {4}{3}}{\sqrt {2n}}}.}
Логарифмируя обе части, получаем
{\displaystyle {\sqrt {2n}}\ln(2)<4\cdot \ln(2n).}
Делая подстановку {\displaystyle 2^{2t}=2n}:
{\displaystyle {\frac {2^{t}}{t}}<8}
Это даёт нам {\displaystyle t<6} и противоречие:
{\displaystyle n={\frac {2^{2t}}{2}}<{\frac {2^{2\cdot 6}}{2}}=2048.}
Следовательно, наше допущение было неверно. Что и требовалось доказать.